# Muriel Cerf
Pour les articles homonymes, voir Cerf (homonymie).
Muriel Cerf, née le 4 juin 1950 à Paris 9e et morte le 19 mai 2012 à Anet en Eure-et-Loir, est une écrivaine française.

## Biographie

### Famille et débuts
Fille de Jacques Cerf, expert-comptable et de Jacqueline Lefebvre, secrétaire, son père s'est suicidé en 1977, Muriel Cerf naît dans le 9e arrondissement de Paris dans une famille paternelle juive d'origine néerlandaise. Elle fréquente le lycée Lamartine et est élevée par sa grand-mère « Mamita ».

### Études et voyages
Après des études à l'École du Louvre, elle parcourt le monde au début des années 1970 avec son amie Zita, en pleine période hippie, pour satisfaire sa curiosité artistique, : Asie, Calcutta, le Népal, Bangkok, Singapour, Bali, le Brésil, Le Caire, découvrant, de passage au Maroc, la trilogie Sexus, Plexus, Nexus, d'Henry Miller. 
Maîtrisant alors l'anglais et le chinois à son retour à Paris, elle continue de prendre des cours de langue, de dessin et de peinture. Elle fait une école de publicité et devient stagiaire pendant trois mois au service artistique du Figaro, ce qui lui permet d'aller au théâtre ou à l'opéra pratiquement chaque soir. Elle repart en voyage à New York et en Jamaïque.

### Carrière littéraire
Elle envisage dans un premier temps de devenir antiquaire mais, à vingt-deux ans, se trouve « acculée à écrire, comme si c'était la seule chose décente à faire, aussi, par rapport aux fleurs, à l'accueil des Berbères et à ce ciel du désert, la nuit, cette beauté à laquelle on doit tout, c'est-à-dire de faire de son mieux. »
C'est son périple asiatique qui lui inspire son premier livre, L'Antivoyage. Le manuscrit est repéré par Roger Caillois,, lecteur chez Gallimard, et aussitôt publié au Mercure de France. Salué par la critique, en 1974, comme la révélation d'une « jeune surdouée de la littérature »,, il connaît un succès immédiat. André Malraux lui écrit alors : « Vous possédez un don des dieux, le talent narratif. » Son second roman, intitulé Le Diable vert, suite de L'Antivoyage, est récompensé du prix Valery-Larbaud.
À trente ans, elle est renversée par une voiture qui lui brise les jambes et la contraint de cesser de voyager pour devenir sédentaire et recluse, dans son appartement parisien rue La Fayette,.
Son roman Une passion, paru en 1981, est un hommage à Belle du Seigneur d'Albert Cohen, l'un de ses maîtres. 
Son style d'écriture est apparenté à celui de Proust, de Céline ou de Chateaubriand, inscrit dans une langue française contemporaine au souffle épique, qui puise son inspiration autour des thématiques de la séduction, de la possession et de la passion sous couvert fantasque et baroque, usant de « labyrinthes linguistiques » et d'acrobaties syntaxiques,,. Les personnages récurrents de la grand-mère dévouée, de la mauvaise mère et de l'anorexique empruntent à sa propre biographie. Outre son talent littéraire, on remarque sa beauté fragile de Madone,. 
Le 12 février 1993, elle épouse à la mairie du 18e arrondissement Stéphane Pietri, publicitaire, informaticien, auteur et compositeur, travaillant sous le pseudonyme de « RootCat ». Elle décide en 1994 de lui dicter tous ses ouvrages et sa correspondance, étant rebelle à l'écriture sur ordinateur mais passionnée par l'outil Internet comme source de recherches.
En 2006, elle publie Bertrand Cantat ou le Chant des automates, issu d'une correspondance avec le chanteur incarcéré à Vilnius à la suite du meurtre de sa compagne, Marie Trintignant. L'ouvrage, dernier paru de son vivant, cherche une explication aux coups criminels de Cantat  et provoque diverses polémiques,,, dont une altercation avec Lio dans l'émission télévisée Tout le monde en parle du 7 janvier 2006, présentée par Thierry Ardisson, où elle arrive en marchant avec difficulté, et au cours de laquelle la chanteuse lui reproche une forme « d'absolution » de Cantat. Après cet affrontement, elle annule sa participation à l'émission On a tout essayé qui a lieu quelques jours plus tard, le 10 janvier 2006.
Muriel Cerf aura écrit 37 ans auprès de sa grand-mère « Mamita », Julia M., en couvrant ses pages manuscrites de paperolles et à l'aide d'une Underwood, et dicté 20 ans à son mari Stéphane jusqu'à la fin de sa vie.

### Fin de vie
Elle meurt à son domicile d'Anet des suites d'un cancer, le 19 mai 2012, dans son lit et dans les bras de son mari, en présence de Charles Hurbier, un ami musicien de Stéphane depuis 40 ans. Le procureur de la république de Chartres ordonne une autopsie dont les conclusions lèvent toute suspicion et permet la remise du corps à sa famille. Elle est inhumée dans la plus stricte intimité.
La ministre de la Culture, Aurélie Filippetti, lui rend hommage en saluant son « très beau périple littéraire ».
Muriel Cerf a publié plus d'une trentaine de romans fournis. Brillants soleils, entrepris en 2008 et achevé quatre jours avant sa mort, est publié à titre posthume, en deux tomes, en 2016. Elle laisse derrière elle de nombreux inédits (terminés mais non remis à leurs éditeurs respectifs), comme Opera Seria, la fin de la saga des Antonella, 350 feuillets tapuscrits corrigés à la main, Mexica (quatre volumes de 450 pages chacun) ainsi qu'un certain nombre de courts romans déjà dictés à l'ordinateur.

## Décoration
- Chevalière de l'ordre des Arts et des Lettres (2005)[22]

## Œuvre
- L'Antivoyage, Mercure de France, 1974  (ISBN 2715201605) ; J'ai lu, 1995
- Le Diable vert, Mercure de France, 1975  (ISBN 2715210531) ; Actes Sud, coll. « Babel », 1997
- Les Rois et les Voleurs, Mercure de France, 1975  (ISBN 2715201575)
- Hiéroglyphes de nos fins dernières, Mercure de France, 1977  (ISBN 978-2715211124)
- Le Lignage du serpent, Mercure de France, 1978  (ISBN 2715211376) ; réédition en 1997  (ISBN 2715220324)
- Les Seigneurs du Ponant, Mercure de France, 1979 ; Éditions du Rocher, 2001  (ISBN 978-2268039152)
- Amérindiennes, Stock, 1979 ; Librio, 1996  (ISBN 978-2277300953)
- Une passion, Jean-Claude Lattès, 1981 ; Actes Sud, coll. « Babel », 1996  (ISBN 978-2709600118)
- Maria Tiefenthaler, Albin Michel, 1982  (ISBN 978-2070376162)
- Une pâle beauté, Albin Michel, 1984  (ISBN 978-2226020994)
- Dramma per musica, Albin Michel, 1986  (ISBN 978-2226027672)
- Doux oiseaux de Galilée, Albin Michel, 1988  (ISBN 978-2226033413)
- La Nativité à l'étoile, Albin Michel, 1989  (ISBN 978-2226035288)
- Primavera Toscana, Sand, 1989  (ISBN 978-2710704300)
- Julia M. ou le Premier Regard, Robert Laffont, 1991  (ISBN 978-2221071762)
- Le Verrou, Actes Sud, 1997  (ISBN 978-2742710416)
- Ogres et autres contes, Actes Sud, 1997  (ISBN 978-2742713547)
- Une vie sans secret, Éditions du Rocher, 1998  (ISBN 978-2268030449)
- Servantes de l'Œil, Actes Sud, 1999  (ISBN 978-2742722952)
- Ils ont tué Vénus Ladouceur, Éditions du Rocher, 2000  (ISBN 978-2268034683)
- Triomphe de l'agneau, Éditions du Rocher, 2000  (ISBN 978-2268037738)
- La Lumière de l'île (pièce de théâtre), Actes Sud Papiers, 2001  (ISBN 978-2742731831)
- La Femme au chat, Actes Sud, 2001  (ISBN 978-2742733958)
- Le Bandit manchot, Éditions du Rocher, 2002  (ISBN 978-2268041612)
- L'Homme du souterrain, Éditions du Rocher, 2003  (ISBN 978-2268043593)
- L'Étoile de Carthage, Éditions Écritures, 2004  (ISBN 978-2909240565)
- La Petite Culotte, Maren Sell éditeurs, 2005  (ISBN 978-2742783854)
- Bertrand Cantat ou le Chant des automates, Éditions Écritures, 2006  (ISBN 978-2909240688)
- Brillants soleils, Éditions Écritures, 2016
  - Bien-aimées (ISBN 978-2359051964)
  - Carnets de Londres (ISBN 978-2359051995)

### Prix
- 1975 : Prix Valery-Larbaud pour Le Diable vert[23]
- 1999 : Grand prix de la nouvelle de la Société des gens de lettres pour Une vie sans secret[24]

## Filmographie
- Muriel Cerf a écrit, avec Marc Cholodenko, le scénario du film La Naissance de l'amour (1993) de Philippe Garrel.